# Joseph Wilpert

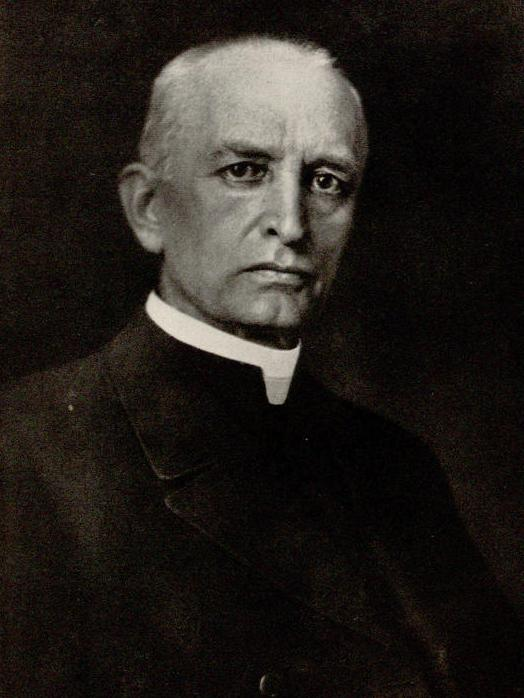
Fotografía del P. Wilpert tomada en 1903, año de publicación de su obra más famosa.

Joseph Wilpert (nacido en Eiglau, Silesia, el 22 de agosto de 1857 y fallecido en Roma el 13 de febrero de 1944) fue un sacerdote y arqueólogo especialmente conocido por sus trabajos en la catalogación de los frescos que se encuentran en las catacumbas de Roma. 

## Vida
En 1884 se trasladó a Roma para estudiar derecho canónico. Allí conoció a Giovanni Battista de Rossi que, al notar su interés por las catacumbas, le sugirió que se dedicara a estudiar la iconografía de los cementerios paleocristianos. Además lo tomó como ayudante debido a la facilidad que tenía para el dibujo. Realizó más de 600 reproducciones de los frescos de las catacumbas de Roma a partir de fotografías.
Sus trabajos de organización e interpretación de las representaciones fue muy apreciado a pesar de contener errores en la datación de los frescos. También participó en polémicas, como la que sostuvo con Marucchi por la localización del sepulcro del Papa Dámaso I.
Dedicó también buena parte de sus trabajos al estudio de la iconografía relacionada con san Pedro.

## Obras
- Topographische Studien über die christlichen Monumente der Appia und der Ardeatina (1901)
- Le pitture delle catacombe romane (1903), 2 vv.
- Zur Entdeckung der «Crypta Damasi», (1903)
- La scoperta delle basiliche cimiteriali dei SS. Marco, Marcelliano e Damaso (1903)
- Beiträge zur christlichen Archäologie (1908)
- La cripta dei Papi e la cappella di S. Cecilia nel cimitero di S. Callisto (1910)
- Die römischen Mosaiken und Malereien der kirchlichen Bauten vom IV. bis XIII. Jahrhundert (1916)
- Erlebnisse und Ergebnisse im Dienste der christlichen Archäologie (1930)
- La fede nella Chiesa nascente, secondo i monumenti dell'arte funeraria antica (1938)

Y muchos artículos en revistas especializadas en arqueología cristiana. 